# Verges (Jura)
Verges és un municipi francès situat al departament del Jura i a la regió de Borgonya - Franc Comtat. L'any 2007 tenia 172 habitants.

## Demografia

### Població
El 2007 la població de fet de Verges era de 172 persones. Hi havia 72 famílies de les quals 28 eren unipersonals (8 homes vivint sols i 20 dones vivint soles), 12 parelles sense fills, 24 parelles amb fills i 8 famílies monoparentals amb fills.
La població ha evolucionat segons el següent gràfic:
Habitants censats

### Habitatges
El 2007 hi havia 108 habitatges, 74 eren l'habitatge principal de la família, 31 eren segones residències i 3 estaven desocupats. 104 eren cases i 4 eren apartaments. Dels 74 habitatges principals, 64 estaven ocupats pels seus propietaris i 10 estaven llogats i ocupats pels llogaters; 6 tenien dues cambres, 15 en tenien tres, 15 en tenien quatre i 38 en tenien cinc o més. 65 habitatges disposaven pel capbaix d'una plaça de pàrquing. A 35 habitatges hi havia un automòbil i a 34 n'hi havia dos o més.

### Piràmide de població
La piràmide de població per edats i sexe el 2009 era:
| Homes | Edats   | Dones |
| ----- | ------- | ----- |
| 0     | 95 o +  | 0     |
| 0     | 90 a 94 | 4     |
| 0     | 85 a 89 | 0     |
| 0     | 80 a 84 | 0     |
| 0     | 75 a 79 | 4     |
| 8     | 70 a 74 | 8     |
| 8     | 65 a 69 | 4     |
| 0     | 60 a 64 | 0     |
| 4     | 55 a 59 | 4     |
| 0     | 50 a 54 | 4     |
| 4     | 45 a 49 | 0     |
| 0     | 40 a 44 | 4     |
| 8     | 35 a 39 | 8     |
| 8     | 30 a 34 | 16    |
| 4     | 25 a 29 | 8     |
| 8     | 20 a 24 | 0     |
| 8     | 15 a 19 | 8     |
| 4     | 10 a 14 | 4     |
| 20    | 5 a 9   | 4     |
| 4     | 0 a 4   | 4     |

## Economia
El 2007 la població en edat de treballar era de 99 persones, 70 eren actives i 29 eren inactives. De les 70 persones actives 66 estaven ocupades (41 homes i 25 dones) i 4 estaven aturades (1 home i 3 dones). De les 29 persones inactives 15 estaven jubilades, 6 estaven estudiant i 8 estaven classificades com a «altres inactius».

### Ingressos
El 2009 a Verges hi havia 77 unitats fiscals que integraven 176,5 persones, la mediana anual d'ingressos fiscals per persona era de 16.284 €.

### Activitats econòmiques
Dels 5 establiments que hi havia el 2007, 1 era d'una empresa de construcció, 1 d'una empresa d'hostatgeria i restauració, 2 d'empreses de serveis i 1 d'una empresa classificada com a «altres activitats de serveis».
L'únic servei als particulars que hi havia el 2009 era una lampisteria.

## Poblacions més properes
El següent diagrama mostra les poblacions més properes.